# 內閣府特命擔當大臣（金融擔當）
內閣府特命擔當大臣（金融擔當）（日语：／）是日本的國務大臣，為內閣府特命擔當大臣之一。通稱金融擔當大臣。

## 概述

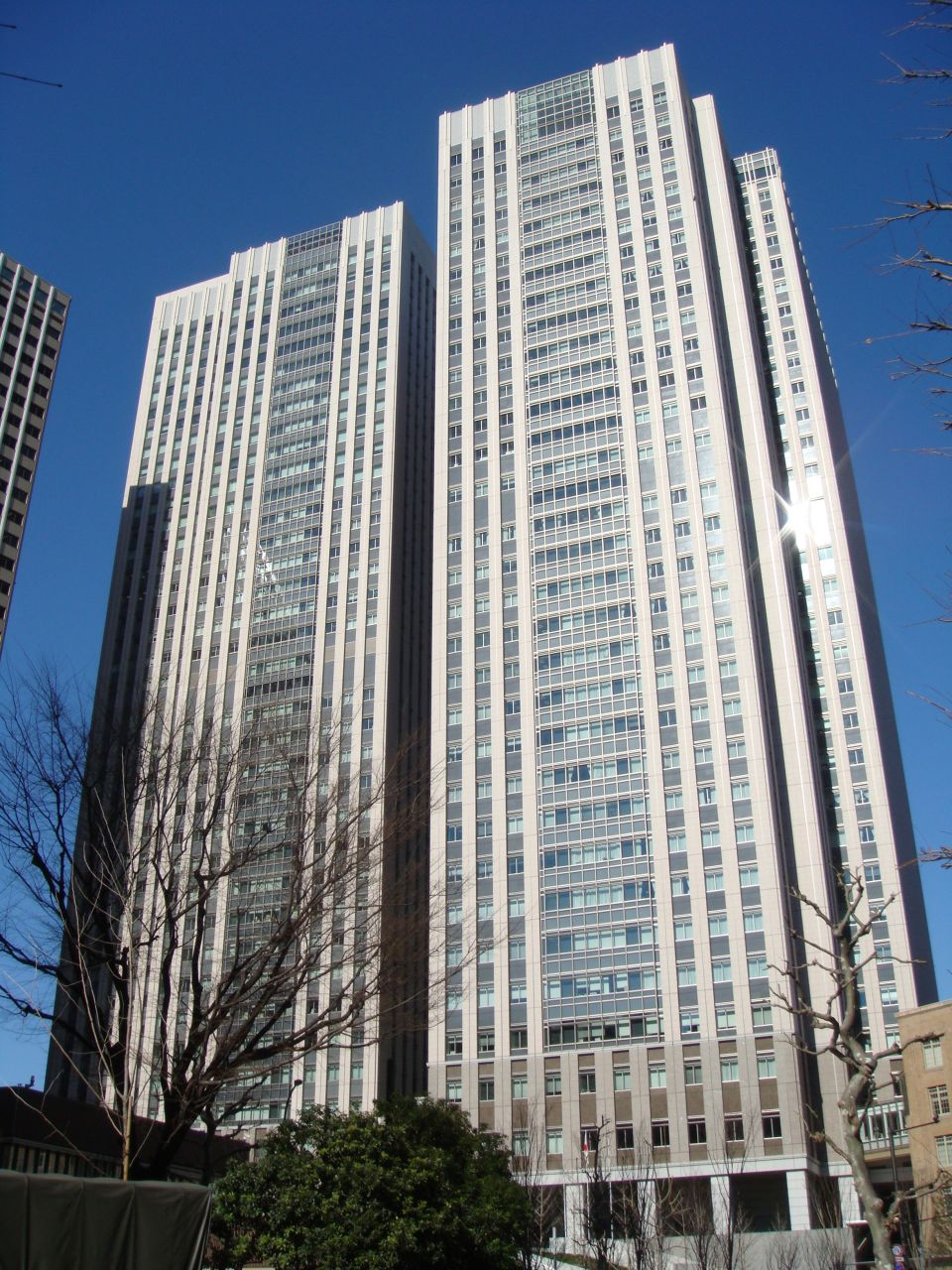
金融廳所在的中央合同廳舍第7號館西館（左）

內閣府特命擔當大臣（金融擔當）是日本內閣府的內閣府特命擔當大臣之一。主要管轄金融行政。具體來說是主掌促成金融圓滑化的環境整備相關政策。此外，國內金融相關制度與金融機構的國際業務相關制度之企劃、立案，金融機關的審查、監督等皆屬其管轄範圍。
內閣府掌管金融行政的組織為內閣府的特別機關金融危機對應會議與內閣府外局金融廳等。
內閣府特命擔當大臣（金融擔當）就任者，依據內閣府設置法同時就任金融危機對應會議議員。金融危機對應會議的議長為內閣總理大臣，發生事故時由內閣府特命擔當大臣（金融擔當）代理職務。另外還擔任內閣官房設置的多重債務者對策本部本部長。
內閣府特命擔當大臣因為可以依據各議題靈活設置，時常隨著政權更迭而增減、更名。但是，內閣府特命擔當大臣（金融擔當）是內閣府設置法所明定之必置職位。其他同樣為必置職位的還有內閣府特命擔當大臣（沖繩及北方對策擔當）與內閣府特命擔當大臣（消費者及食品安全擔當）兩大臣。

## 沿革
過去的金融行政，金融破產處理制度與金融危機管理之調査、企劃、立案由金融再生委員會內部部局的事務局所管轄，而國內金融制度與金融機構國際業務制度企劃、立案、金融機關的審查、監督則由金融再生委員會的下部組織金融廳管轄。
中央省廳再編後，2001年1月6日設置內閣府。金融再生委員會事務局所管之金融破產處理制度，與金融危機管理之調、企劃、立案移交給金融廳，金融廳成為內閣府外局。同時設立特命擔當大臣制度。同日第2次森改造內閣（中央省廳再編後）成立，擔任金融再生委員會委員長的眾議院議員柳澤伯夫出任「金融擔當大臣」。以後，掌管金融行政的特命擔當大臣「金融擔當大臣」持續存在於各屆內閣中。
2003年9月22日成立的第1次小泉第2次改造內閣將其更名為「內閣府特命擔當大臣（金融擔當）」，並任命民間人士竹中平藏出任。從此，「內閣府特命擔當大臣（金融擔當）」一職延續至今。
在位時間最長的內閣府特命擔當大臣（金融擔當）是2012年就任的麻生太郎。接著是民主黨政權時代的自見庄三郎、小泉內閣時代的竹中平藏。竹中也是唯一非具有國會議員身分的擔當大臣（但竹中在第2次小泉內閣期間當選參議院議員）。

## 名稱
內閣府特命擔當大臣的任命為三階段式任命。首先是「任命為國務大臣」，接著對該國務大臣「任命為內閣府特命擔當大臣」，接著對該內閣府特命擔當大臣發出「擔當金融」命令。這些人事任命會刊載於「官報」，因此依其記載寫作「內閣府特命擔當大臣（金融擔當）」。過去2001年1月至2003年9月稱之為「金融擔當大臣」。金融危機對應會議令則稱為「內閣府設置法第十一條之特命擔當大臣」。新聞等報導常簡化為「金融擔當大臣」「金融擔當相」「金融大臣」「金融相」。英文職稱為「Minister of State for Financial Services」。由財務大臣兼任時，也稱作「財務・金融擔當大臣」「財務・金融大臣」「財務・金融相」等。

## 歴代大臣
| 代                             | 氏名          | 氏名          | 內閣           | 內閣                        | 就任日                       | 退任日         | 黨派         | 備考         |
| 金融擔當大臣                   | 金融擔當大臣  | 金融擔當大臣  | 金融擔當大臣   | 金融擔當大臣                | 金融擔當大臣                 | 金融擔當大臣   | 金融擔當大臣 | 金融擔當大臣 |
| ------------------------------ | ------------- | ------------- | -------------- | --------------------------- | ---------------------------- | -------------- | ------------ | ------------ |
| 1                              |               | 柳澤伯夫      | 第2次森內閣    | 改造內閣 （中央省庁再編後） | 2001年1月6日                 | 2001年4月26日  | 自由民主黨   |              |
| 2                              | 第1次小泉內閣 | 第1次小泉內閣 | 2001年4月26日  | 2002年9月30日               | 自由民主黨                   | 再任           |              |              |
| 3                              |               | 竹中平藏      |                | 第1次改造內閣               | 2002年9月30日                | 2003年9月22日  | 民間         |              |
| 內閣府特命擔當大臣（金融擔當） |               |               |                |                             |                              |                |              |              |
| 1                              |               | 竹中平蔵      | 第1次小泉內閣  | 第2次改造內閣               | 2003年9月22日                | 2003年11月19日 | 民間         |              |
| 2                              | 第2次小泉內閣 | 第2次小泉內閣 | 2003年11月19日 | 2004年9月27日               | 民間→自由民主黨(2004年7月～) | 再任           |              |              |
| 3                              |               | 伊藤達也      |                | 改造內閣                    | 2004年9月27日                | 2005年9月21日  | 自由民主黨   |              |
| 4                              | 第3次小泉內閣 | 第3次小泉內閣 | 2005年9月21日  | 2005年10月31日              | 自由民主黨                   | 再任           |              |              |
| 5                              |               | 與謝野馨      |                | 改造內閣                    | 2005年10月31日               | 2006年9月26日  | 自由民主黨   |              |
| 6                              |               | 山本有二      | 第1次安倍內閣  | 第1次安倍內閣               | 2006年9月26日                | 2007年8月27日  | 自由民主黨   |              |
| 7                              |               | 渡邊喜美      |                | 改造內閣                    | 2007年8月27日                | 2007年9月26日  | 自由民主黨   |              |
| 8                              | 福田康夫內閣  | 福田康夫內閣  | 2007年9月26日  | 2008年8月2日                | 自由民主黨                   | 再任           |              |              |
| 9                              |               | 茂木敏充      |                | 改造內閣                    | 2008年8月2日                 | 2008年9月24日  | 自由民主黨   |              |
| 10                             |               | 中川昭一      | 麻生內閣       | 麻生內閣                    | 2008年9月24日                | 2009年2月17日  | 自由民主黨   |              |
| 11                             |               | 与谢野馨      | 麻生內閣       | 麻生內閣                    | 2009年2月17日                | 2009年9月16日  | 自由民主黨   |              |
| 12                             |               | 龜井靜香      | 鳩山由紀夫內閣 | 鳩山由紀夫內閣              | 2009年9月16日                | 2010年6月8日   | 國民新黨     |              |
| 13                             | 菅直人內閣    | 菅直人內閣    | 2010年6月8日   | 2010年6月11日               | 國民新黨                     | 再任           |              |              |
| ‐                              | 菅直人內閣    | 菅直人內閣    |                | （仙谷由人）                | 2010年6月11日                | 2010年6月11日  | 民主黨       | 事務代理     |
| 14                             | 菅直人內閣    | 菅直人內閣    |                | 自見庄三郎                  | 2010年6月11日                | 2011年9月2日   | 國民新黨     |              |
| 14                             |               | 第1次改造內閣 | 國民新黨       | 自見庄三郎                  | 2010年6月11日                | 2011年9月2日   | 留任         |              |
| 14                             |               | 第2次改造內閣 | 國民新黨       | 自見庄三郎                  | 2010年6月11日                | 2011年9月2日   | 留任         |              |
| 15                             | 野田內閣      | 野田內閣      | 2011年9月2日   | 自見庄三郎                  | 2012年6月4日                 | 國民新黨       | 再任         |              |
| 15                             |               | 第1次改造內閣 | 2011年9月2日   | 自見庄三郎                  | 2012年6月4日                 | 國民新黨       | 留任         |              |
| 16                             |               | 松下忠洋      |                | 第2次改造內閣               | 2012年6月4日                 | 2012年9月10日  | 國民新黨     |              |
| ‐                              |               | （安住淳）    |                | 第2次改造內閣               | 2012年9月10日                | 2012年10月1日  | 民主黨       | 事務代理     |
| 17                             |               | 中塚一宏      |                | 第3次改造內閣               | 2012年10月1日                | 2012年12月26日 | 民主黨       |              |
| 18                             |               | 麻生太郎      | 第2次安倍內閣  | 第2次安倍內閣               | 2012年12月26日               | 2014年9月3日   | 自由民主黨   |              |
| 18                             |               | 麻生太郎      | 改造內閣       | 2014年9月3日                | 2014年12月24日               | 留任           | 自由民主黨   |              |
| 19                             | 第3次安倍內閣 | 第3次安倍內閣 | 2014年12月24日 | 2015年10月7日               |                              | 留任           | 自由民主黨   |              |
| 19                             |               | 麻生太郎      | 第1次改造內閣  | 2015年10月7日               | 2016年8月3日                 | 留任           | 自由民主黨   |              |
| 19                             |               | 麻生太郎      | 第2次改造內閣  | 2016年8月3日                | 2017年8月3日                 | 留任           | 自由民主黨   |              |
| 19                             |               | 麻生太郎      | 第3次改造內閣  | 2017年8月3日                | 2017年10月31日               | 留任           | 自由民主黨   |              |
| 20                             | 第4次安倍內閣 | 第4次安倍內閣 | 2017年11月1日  | 2018年10月2日               |                              | 留任           | 自由民主黨   |              |
| 20                             |               | 麻生太郎      | 第1次改造內閣  | 2018年10月2日               | 2019年9月11日                | 留任           | 自由民主黨   |              |
| 20                             |               | 麻生太郎      | 第2次改造內閣  | 2019年9月11日               | 2020年9月16日                | 留任           | 自由民主黨   |              |
| 21                             | 菅義偉內閣    | 菅義偉內閣    | 2020年9月16日  | 2021年10月4日               |                              | 留任           | 自由民主黨   |              |
| 22                             |               | 鈴木俊一      | 第1次岸田內閣  | 第1次岸田內閣               | 2021年10月4日                | 2021年11月10日 | 自由民主黨   |              |
| 23                             | 第2次岸田內閣 | 第2次岸田內閣 | 2021年11月10日 | 2022年8月10日               |                              |                | 自由民主黨   |              |
| 23                             |               | 鈴木俊一      | 第1次改造內閣  | 2022年8月10日               | 2023年9月13日                |                | 自由民主黨   |              |
| 23                             |               | 鈴木俊一      | 第2次改造內閣  | 2023年9月13日               | 2024年10月1日                |                | 自由民主黨   |              |
| 24                             |               | 加藤勝信      | 石破內閣       | 石破內閣                    | 2024年10月1日                |                | 自由民主黨   |              |

- 內閣府特命擔當大臣為複數任命，一般不記代數。但本表為利於閱讀加上代數。
- 就任日依人事令為準，沒有人事令的留任則以前任卸任日表示。

- 內閣府特命擔當大臣（金融擔當）空缺時的事務代理以括弧表示。
- 黨派為就任時或內閣成立時的所屬政黨。
- 第1次小泉第1次改造內閣以前稱作「金融擔當大臣」，為方便列於同一表格內。

## 外部連結
- （日語）内閣府 （页面存档备份，存于）
- （日語）金融廳（页面存档备份，存于）
- （日語）金融危機對應會議 （页面存档备份，存于）

1. ↑  主な特別職の職員の給与 - 內閣官房
2. ↑  內閣府設置法第4條第1項第15號。
3. 1 2 3  內閣府設置法第11條。
4. ↑  內閣府設置法第4條第3項第60号。
5. ↑  金融廳設置法第4條。
6. ↑  『内閣府組織図 （页面存档备份，存于）』。
7. ↑  內閣府設置法第42條第4項第2號。
8. ↑  內閣府設置法第42條第3項。
9. 1 2  金融危機対応会議令第1条第2項。
10. ↑  多重債務者対策本部の設置について （页面存档备份，存于） 首相官邸
11. ↑  內閣府設置法第10條。
12. ↑  內閣府設置法第11條之2。
13. ↑  「平成12年7月から平成13年1月」『金融行政機構の推移 ： 金融庁 （页面存档备份，存于）』金融廳。
14. ↑  內閣府設置法附則第1條。
15. ↑  中央省廳等改革關係法施行法第2條。
16. ↑  「平成13年1月から平成16年3月」『金融行政機構の推移：金融庁 （页面存档备份，存于）』金融廳。
17. 1 2  「第2次森内閣改造内閣――平成13年1月6日中央省庁再編後」『第２次森　内閣改造内閣 （页面存档备份，存于）』内閣官房内閣広報室。
18. 1 2  「第87代第1次小泉内閣――平成13年4月26日成立」『第１次小泉内閣 （页面存档备份，存于）』內閣官房內閣廣報室。
19. 1 2  「第1次小泉内閣第1次改造内閣――平成14年9月30日改造」『第１次改造内閣 （页面存档备份，存于）』內閣官房內閣廣報室。
20. ↑  「第1次小泉内閣第2次改造内閣――平成15年9月22日改造」『第２次改造内閣 （页面存档备份，存于）』內閣官房內閣廣報室。
21. ↑  「平成以降の内閣閣僚名簿」『平成以降の内閣閣僚名簿 （页面存档备份，存于）』內閣官房內閣廣報室。
22. 1 2 3 4  「人事異動」『官報』号外特20号、國立印刷局、2009年9月16日、1面。
23. ↑  『高度情報通信ネットワーク社会推進戦略本部情報セキュリティ政策会議第2回会合議事要旨 （页面存档备份，存于）』2005年9月15日。
24. ↑  『第3回情報セキュリティ政策会議出席者名簿 （页面存档备份，存于）』。
25. ↑  "Profile", Profile : Financial Services Agency （页面存档备份，存于）, Financial Services Agency.